# Várkonyi András (újságíró)
Várkonyi András (Győr, 1926. március 12. – Budapest, 1977. november 21.) újságíró, lapszerkesztő, televíziós szerkesztő.

## Élete
Bőrdíszműves-inasként dolgozott Budapesten 1944 nyaráig, amikor zsidó származása miatt deportálták. Szülei a holokauszt áldozatai lettek. 1945 és 1951 között a fegyveres erőknél teljesített szolgálatot, majd pártmunkás lett. 1953-tól a Szabad Ifjúság című lap, 1957-től a Magyar Rádió külföldi adásainak munkatársa volt. 1962-ben az Eötvös Loránd Tudományegyetem bölcsészettudományi karán tanári oklevelet szerzett. 1964-től a Tükör című hetilap riportere volt. A Magyar Hírlap megalapításától a lap szerkesztőjeként dolgozott. E két lapban számos tudósítása, publicisztikai írása és kritikája jelent meg. 1972-től haláláig a Magyar Televízió A Hét című politikai műsorának volt felelős szerkesztője.
A budapesti Farkasréti temetőben helyezték végső nyugalomra.
Gyermekei Várkonyi Judit és Várkonyi Péter.

## Díjai, elismerései
- Munka Érdemrend ezüst fokozata (1969)